# موراسمنیه
موراسِمِنیِه (به مجاری:  Muraszemenye) یک شهرداری در مجارستان است که در زالا واقع شده‌است. موراسمنیه ۱۶٫۰۵ کیلومتر مربع مساحت و ۷۲۱ نفر جمعیت دارد.